# Amaranthenorde

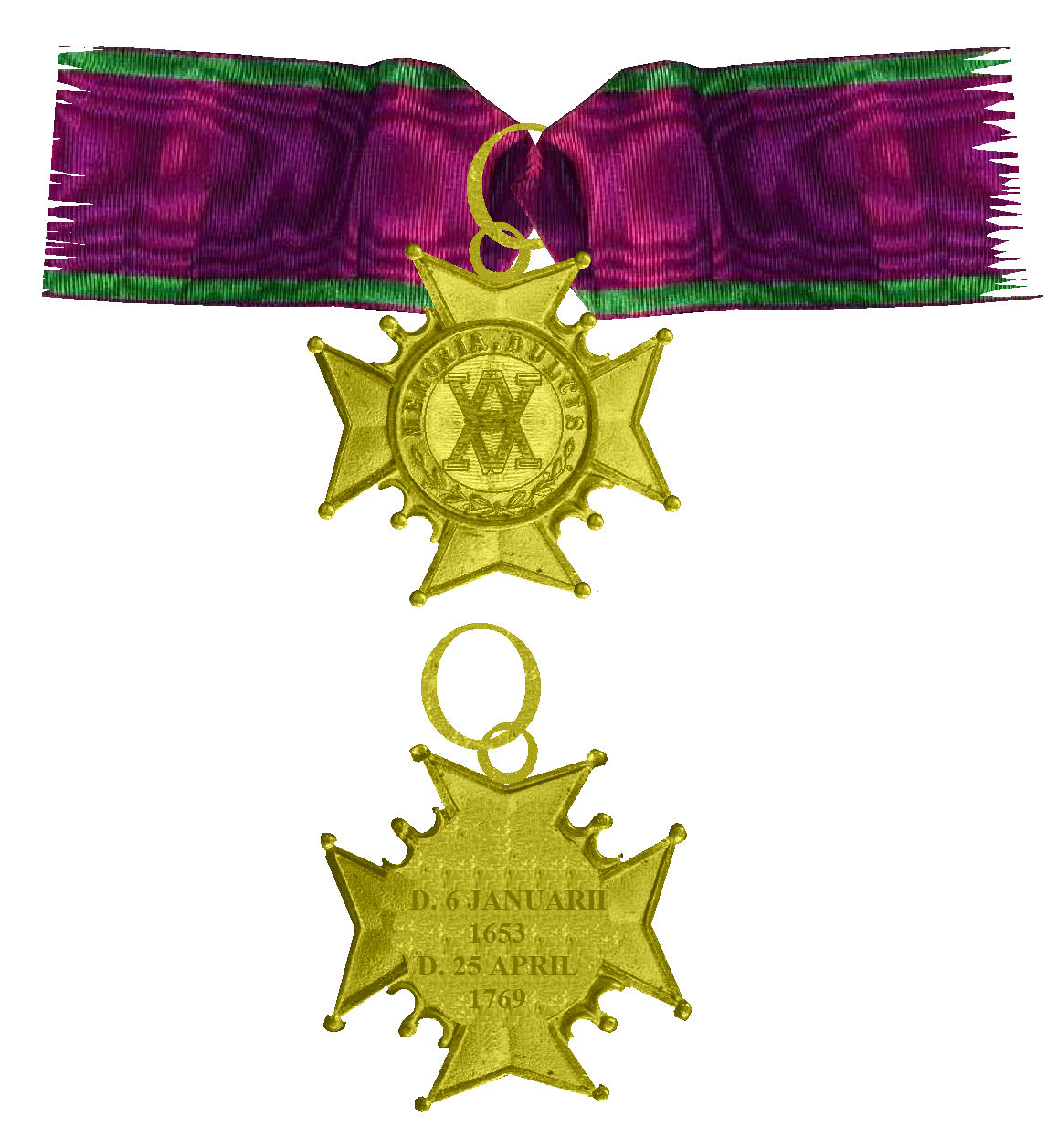
Voor- en achterzijde van het kruis van de orde

De Amaranthenorde is een Zweedse ridderorde.
De orde werd in 1653 opgericht als koninklijke orde en bestaat in de 21e eeuw nog steeds, nu heeft de orde het karakter van een liefdadig gezelschap dat onder bescherming van de Zweedse koning en de koninklijke familie staat.
Tijdens de regering van de intellectuele koningin Christina van Zweden kwam rond 1652 onder het voorzitterschap van Bourdelot een academie naar Frans en Italiaans voorbeeld tot stand. Dergelijke academies werden in die jaren op verscheidene plaatsen gesticht; in Stockholm waren "weliswaar de beste omstandigheden gegeven voor de instelling van zo'n instituut, maar de onderneming leed spoedig schipbreuk. Niet de wetenschappelijke academie, maar "eene schitterende orde" - de Amaranthenorde - werd het doel van Christina's bemoeiingen".
De in het Latijn "Ordo Amaranthibus" genoemde orde werd in 1653 ingesteld. De aanleiding was dat de vorstin de Spaanse ambassadeur in Zweden, Don Antonio Pimentel del Prado, wilde eren.
Aanleiding tot het instellen van de orde was een van de typisch laat-renaissancistische gekostumeerde hoffeesten waarin de Zweedse koningin en haar hovelingen vermomd als herders en goden een idyllisch en arcadisch spel hadden opgevoerd. De zaal was versierd met groen en moest arcadië voorstellen en werd met de woorden "efter Augusti exempel" beschreven. De koningin speelde de herderin Amaranthe, samen met de anderen bedienden zij goden en godinnen die in de allegorie voor deugden en kunsten stonden. Dergelijke feesten werden later ook in het toonaangevende Versailles en aan de Italiaanse hoven gehouden.
Zestien heren en 16 dames, de intieme vrienden van de koningin, mochten zich tot een bond of gezelschap rekenen, de koningin gebruikte de woorden "frairie appelée du nom de geselschaft".

## De symboliek
Amarant, in het Grieks "ἀμάραντο" betekent niet verwelkende bloem. De bloem wordt in verband gebracht met de maagdelijke en niet gehuwde godin Artemis. Aanleiding om in een voor belezen humanistisch geschoolde hovelingen om een verband tussen hun maagdelijke vorstin en de amaranth te leggen. Ze kenden Amarant uit de fabels van Æsopus en misschien uit een gedicht van Joachim du Bellay. De naam Ἀμάρυνθος of Amarynthus komt men ook tegen als die van een van de vrouwelijke metgezellen van Artemis en Artemis zelve kreeg de bijnaam "Artemis Amarynthia of Artemis Amarysia". Pausanias beschreef de cultus van Artemis Amarynthia zoals die in Attica werd gevierd
Aan het hof in Versailles zou Lodewijk XIV zich als Apollo en een met de zon geassocieerde vorst laten vieren. De koele, maagdelijke en intellectuele Zweedse vorstin liet zich al eerder associëren met Artemis en de Poolster.
De naam heeft een dubbele, op het eerste gezicht verborgen, betekenis. De door de koningin zeer gewaardeerde diplomaat Don Antonio Pimentel del Prado kwam uit het Portugese kustplaatsje Amarant. De koningin sloot zich soms urenlang in haar kabinet op met deze Spaanse ambassadeur. Dat leidde tot geruchten aan het hof, In ieder geval was hij lange tijd haar vertrouweling.
De naam is ook een politiek en persoonlijk programma. Don wordt in verband gebracht met de indertijd opzienbarende bekering van de lutherse Zweedse koningin, een van de belangrijkste politieke figuren van het protestantisme in Noord-Europa, tot het katholicisme. Net als Artemis bleef Christina ongehuwd. Ze werd door haar tijdgenoten als "blauwkous", een indertijd niet maatschappelijk geaccepteerde vrouw met intellectuele ambities, beschouwd. De ridders en dames moesten ofwel ongehuwd zijn en beloven niet te trouwen of beloven dat zij, weduwnaar of weduwe geworden, niet zouden hertrouwen.

## Het feest op Driekoningen 1653
De Zweedse regering had al een Christina Orde ingesteld maar van het verlenen van deze orde kwam niets. Toch had het in de Vrede van Westfalen tot de eerste rang onder de Europese mogendheden opgeklommen Zweden behoefte aan een orde die vergelijkbaar was met de Deense Orde van de Olifant of de Engelse Orde van de Kousenband. In plaats van een Christina Orde koos de grillige vorstin voor een ordeteken met een meer persoonlijke en romantische associatie. De orde zou herinneren aan de winteravond waarop de hovelingen herders en goden hadden uitgebeeld en een idyllisch en arcadisch spel hadden opgevoerd. De zaal was versierd met groen en moest Arcadië voorstellen. Het decor werd met de woorden "efter Augusti exempel" beschreven. In het programma werd het feest beschreven als iets dat "alles wat we tot nu toe hadden gezien zou overtreffen". De koningin speelde de herderin Amaranthe, samen met de anderen bedienden zij goden en godinnen die in de allegorie voor deugden en kunsten stonden. Dergelijke feesten werden aan de Italiaanse hoven en later ook in Versailles gehouden.
De Deense hoveling Corfitz Ulfeldt was oppergod Jupiter, Ambassadeur Pimentel speelde Mars, God van de oorlog en de Pool Hieronimus Radziejowski (1612 - 8 augustus 1667) werd, met een groot glas in de hand en verkleed als Bacchus, zittend op een wijnvat in de feestzaal getrokken. Later in de nacht verwisselde de vorstin haar herderinnendracht voor een meer koninklijke japon. In die kleding verdeelde zij de insignia van de "Fraire d'Amarante" bestemd voor diegenen die aan de meest intieme genoegens van de koningin hadden deelgenomen".
Het ordeteken was een kostbaar versiersel met de letters "AM" voor "Amara Moventas" in diamanten en het moto "Dolce ne sara la memoria". Het kleinood was versierd met een Romeinse burgerkroon, de koningin koos voor de zogeheten "corona civica" in plaats van de Zweedse koningskroon.
Latere benoemingen werden met veel pracht en praal begeleid. De koningin nam plaats op haar troon en de aspirant viel voor haar op één knie. De vorstin nam de uitgestoken hand tussen haar beide handen en zij sprak de eed uit die door de aspirant werd herhaald. De Ridder of Dame beloofde trouw te zijn, de belangen van de koningin te verdedigen en deugdzaam te zijn, eerzame vrouwen te verdedigen, het kwaad te bestrijden, goede daden te verrichten en zich aan deze heilige eed te houden.
Een dergelijk ritueel was bij de orden van de barok gebruikelijk. Van een ridderslag of accolade was geen sprake.
Nadat de eed was afgelegd hing de vorstin een met zilverwitte kant afgezet karmozijnrood lint met daaraan een kostbaar kleinood over de rechterschouder van de nieuwe Amarant.
Het kleinood was een ovaal gouden medaillon met daaromheen een groene lauwerkrans. In de lauwerkrans was een wit geëmailleerd lint met het motto "Dolce nella memoria" geweven. De bronnen spreken elkaar over het uiterlijk van het 18e-eeuwse versiersel tegen.
Johann Hübner brengt in zijn in 1782 uitgegeven encyclopædie de Amaranthenorde en een "Nordsternorden" onder dezelfde noemer. De in 1748 ingestelde Orde van de Poolster is echter niet gelijk aan de veel oudere Amaranthenorde.

## Het herstel van de orde in de 18e eeuw
Op 24 juli 1760 werd door Klas Qvist en Edvard Sondell een nieuw gezelschap ingesteld dat zich "Amarantherorden" noemde. De orde waarvan de oorsprong in de sfeer van de in Zweden populaire vrijmetselarij gezocht wordt was een liefdadig gezelschap. Qcist werd Grootmeester van de Amaranten die zes graden kenden. Het motto van het gezelschap, "allmaktens ära och sådana göromål, som icke kunna misshaga det allseende ögat" verwijst naar de maçonnieke symboliek. Het gezelschap werd zeer populair en er kwamen afdelingen in Stockholm, Göteborg, Karlskrona, Malmö en Norrköping. De eerste vier van deze takken van de orde bestaan nog steeds. Zie Grote Amarantherorde